# Upper Nyack
Upper Nyack es una villa ubicada en el condado de Rockland en el estado estadounidense de Nueva York. En el año 2000 tenía una población de 1,863 habitantes y una densidad poblacional de 543.2 personas por km². Upper Nyack se encuentra ubicada dentro del pueblo de Clarkstown.

## Geografía
Upper Nyack se encuentra ubicada en las coordenadas 41°6′28″N 73°55′21″O / 41.10778, -73.92250. Según la Oficina del Censo, la ciudad tiene un área total de 11 km² (4,2 mi²), de la cual 3,4 km² (1,3 mi²) es tierra y 7,5 km² (2,9 mi²) (68.56%) es agua.

## Demografía
Según la Oficina del Censo en 2000 los ingresos medios por hogar en la localidad eran de $91,156, y los ingresos medios por familia eran $103,049. Los hombres tenían unos ingresos medios de $66,607 frente a los $41,406 para las mujeres. La renta per cápita para la localidad era de $52,368. Alrededor del 3.4% de la población estaban por debajo del umbral de pobreza.